# Абазгийская епархия
Абазгийская епархия (Абазгская епархия, греч. επαρχία της Αβασγίας) — епархия Константинопольского Патриархата. Существовала в позднеримское и ранневизантийское время на территории современной Абхазии (в то время — эллинизированной Абазгии).

Возглавлялась архиепископом. Кафедра находилась в древнем Севастополисе (современный Сухум); крупным опорным центром был Питиунт (Пицунда). Включала в себя ряд мелких епископий: Анакопийскую и другие.
Сведения о епархии отрывочны; питиунтские архиепископы упоминаются со времени Первого вселенского собора (325), а севастополисские — Халкидонского (451). В 407 году по пути в Питиунт умер Иоанн Златоуст. В VIII веке Абазгийская епархия попала под грузинское влияние (как и сама Абазгия, ставшая Абхазским царством) и была преобразована в Абхазский католикосат.
В первой половине IX века Абазгийская епархия входила в Никопскую епархию.